# Estética del vacío
El concepto de estética del vacío corresponde a un constructo teórico parcial que busca un marco referencial e interpretativo para instancias psicosociales en las cuales la memoria y el olvido son las temáticas centrales.
La idea de estética del vacío aplicada a la Psicología Social corresponde a Juan Francisco Zapata Zavala, psicólogo chileno interesado en formas y expresiones sociales contemporáneas.
La noción de vacío es considerada desde los planteamientos estructuralistas clásicos; particularmente desde una de sus nociones centrales que es la casilla vacía. Esta se puede explicar con un ejemplo sencillo: en el juego de damas existe un tablero, las fichas y las casillas vacías que permiten la circulación de las fichas. Es indispensable para una estructura que existan casillas vacías que permitan el movimiento y la circulación de los elementos lo cual produce nuevos marcos de apreciación y de comprensión de fenómenos sociales entre otros.
La inclusión de la estética es a partir de la necesidad de interpretar estas nuevas formas y circulaciones a partir del vacío. Un abordaje desde las formas, desde los sentidos, accediendo así a un acercamiento de las estructuras en constante movimiento desde las percepciones imbricadas en marcos sociales.
Temáticas trabajadas a partir de este planteamiento son las de memoria, olvido (vacío) y formas de recuerdo a través del olvido, considerando el olvido como un vacío que promueve nuevas estructuraciones de memoria.
- Datos: Q5849942